# Internet Chess Club
Internet Chess Club s kratico ICC - (kar v angleščini pomeni Internetno šahovsko društvo) je razširjena komercialna stran na Internetu, namenjena igranju šaha, pa tudi njegovih različic: žeri-žeri (losers chess), Fischerjev šah, menjalec, nevidni šah, 3x šah, atomski šah, šatrandž in druge. ICC tudi v živo spremlja večino pomembnejših šahovskih tekmovanj.
Kot gost lahko igrate le neratingirane partije, po plačilu članarine pa so vam na voljo različne stvari:
- ratingiranje iger
- ogled velemojstrskih iger
- iskanje po bazi
- šahovske lekcije
- turnirji

Podobna, toda nekomercialna, stran je FICS: Free Internet Chess Server.